# 1954-es cannes-i filmfesztivál
A 7. Cannes-i Nemzetközi Filmfesztivál 1954. március 25. és április 9. között került megrendezésre, elnöke – immár a második egymást követő évben – Jean Cocteau francia költő, filmrendező.
A 43 nagyjátékfilmet és csökkenő számú (51) rövidfilmet felsorakoztató versenyben feltűnően magas volt az ázsiai (japán és indiai) alkotások száma. Ismét visszatértek a közép- és kelet-európai filmek, több cseh, lengyel, szovjet és természetesen magyar alkotást vetítettek, köztük Keleti Márton Kiskrajcár című vígjátékát, Mészáros Ágival, Szirtes Ádámmal és Soós Imrével a főbb szerepekben, továbbá Homoki Nagy István (Kék vércsék erdejében), Kollányi Ágoston (Akvárium) és Lakatos Vince (Virágos Kalocsa) egy-egy rövidfilmjét.
Kiforrott stílusa továbbra sem volt a fesztiválnak, melyen René Clément Monsieur Ripois című filmje éppúgy díjat érdemelt ki, mint a Toot Whistle Plunk and Boom című Walt Disney-produkció. Az ez évben utoljára kiosztott nagydíj mellett, a Luis Buñuelt is felvonultató zsűri egy különdíjat és kilenc nemzetközi díjat ítélt oda. Noha magyar versenyfilm nem volt a díjazottak között, a CST elismerésben részesítette Kollányi természetfilmjét.
Miközben a hollywoodi filmek jelenléte ritkult, az amerikai sztárok nagyon is jelen voltak a Croisette-en: az 1954. évi fesztivál legkiemelkedőbb sztárja Robert Mitchum volt; az év sztárjelöltje pedig Simone Silva lett, aki – miközben Mitchum sajtótájékoztatót adott a strandon – fürdőruhában odament megcsókolni a hollywoodi „rosszfiút”, majd a fotósok unszolására levette melltartóját, és hagyta, hogy kibukkanó kebleire Mitchum rátegye kezeit. A botrányos jelenet miatt a fiatal színésznőnek sürgősen el kellett hagynia a fesztiválvárost. A nagy sztárok között ismét ott található Gina Lollobrigida (Le grand jeu) és Gérard Philipe (Monsieur Ripois). Ekkor vált igazán híressé Sophia Loren, Omar Sharif pedig (Sira’a Fil-Wadi) ez idő tájt fedezte fel a helyi kaszinó örömeit. Marina Vlady, aki az Özönvíz előtt című társadalmi dráma főszereplőjeként ekkor hódította meg a közönséget, nem ülhetett be a korhatárral vetített film díszbemutatójára, mivel még nem töltötte be 16. életévét.
A várakozásokkal ellentétben nem kapott elismerést Fred Zinnemann alkotása, a Most és mindörökké, pedig olyan filmcsillagokat vonultatott fel, mint Deborah Kerr, Burt Lancaster, vagy Frank Sinatra.
A hazai versenyfilmeken kívül is volt a fesztiválnak magyar vonatkozása. A Spanyolországban élő Ladislao Vajda (Vajda László) a sevillai borbély kalandjaival rukkolt elő, Figaro szerepében Luis Marianóval. A kerekasztal lovagjainak zenéjét pedig Rózsa Miklós szerezte.

## Zsűri
Elnök: Jean Cocteau, filmrendező –  Franciaország

### Versenyprogram
- Luis Buñuel, filmrendező –  Mexikó
- André Bazin, író –  Franciaország
- André Lang, újságíró –  Franciaország
- Georges Lamousse, a Szenátus hivatalos képviselője –  Franciaország
- Georges Raguis, a szakszervezet hivatalos képviselője –  Franciaország
- Guy Desson, a Nemzeti Filmközpont (CNC) hivatalos képviselője –  Franciaország
- Henri Calef, filmrendező –  Franciaország
- Jacques Ibert, zeneszerző –  Franciaország
- Jacques-Pierre Frogerais, filmproducer –  Franciaország
- Jean Aurenche, forgatókönyvíró –  Franciaország
- Michel Fourre-Cormeray, a CNC hivatalos képviselője –  Franciaország
- Noël-Noël, színész –  Franciaország
- Philippe Erlanger, történész –  Franciaország

### Rövidfilmek
- Albert Lamorisse, filmrendező –  Franciaország
- Henning Jensen, színész –  Dánia
- Jean Queval, újságíró –  Franciaország
- Jean Tedesco, filmrendező –  Franciaország
- Jean Vivie, a szakszervezet hivatalos képviselője –  Franciaország

## Nagyjátékfilmek versenye
- Avant le déluge (Özönvíz előtt)[5] – rendező: André Cayatte
- Beneath the Twelve-Mile Reef (Túl a korallzátonyon) – rendező: Robert D. Webb
- Carosello napoletano – rendező: Ettore Giannini
- Cirkus Fandango – rendező: Arne Skouen
- Cómicos (Komédiások) – rendező: Juan Antonio Bardem
- Cronache di poveri amanti (Szegény szerelmesek krónikája) – rendező: Carlo Lizzani
- Det stora äventyret – rendező: Arne Sucksdorff
- Die Letzte Brücke (Utolsó híd) – rendező: Helmut Käutner
- Do Bigha Zamin (Két hektár föld) – rendező: Bimal Roy
- Dzsigokumon (A pokol kapuja) – rendező: Kinugasza Teinoszuke
- El niño y la niebla – rendező: Roberto Gavaldón
- El wahsh – rendező: Salah Abouseif
- Feitiço do Amazonas – rendező: Zygmunt Sulitrowski
- From Here to Eternity (Most és mindörökké) – rendező: Fred Zinnemann
- Kärlekens bröd – rendező: Arne Mattsson
- Kiskrajcár – rendező: Keleti Márton
- Knights of the Round Table (A kerekasztal lovagjai) – rendező: Richard Thorpe
- Koibumi – rendező: Tanaka Kinujo
- Komedianti – rendező: Vladimír Vlcek
- Kyriakatiko xypnima – rendező: Mihálisz Kakojánisz
- Las aventuras del barbero de Sevilla – rendező: Ladislao Vajda
- Le grand jeu – rendező: Robert Siodmak
- Little Boy Lost – rendező: George Seaton
- Maddalena – rendező: Augusto Genina
- Man of Africa – rendező: Cyril Frankel
- Mártir del Calvario – rendező: Miguel Morayta
- Masztera ruszkogo baleta (A bahcsiszeráji szökőkút) – rendező: Gerbert Rappaport
- Mayurpankh – rendező: Kishore Sahu
- Memorias de un Mexicano – rendező: Carmen Toscano
- Monsieur Ripois (Monsieur Ripois) – rendező: René Clément
- Nigorie – rendező: Imai Tadasi
- O canto do mar – rendező: Alberto Cavalcanti
- Pamposh: Lotus of Kashmir – rendező: Ezra Mir
- Piatka z ulicy Barskiej – rendező: Aleksander Ford
- Sang et lumière – rendező: Georges Rouquier, Ricardo Munoz Suay
- Si mis campos hablaran – rendező: José Bohr
- Siraa Fil-Wadi – rendező: Youssef Chahine
- Solange Du da bist – rendező: Harald Braun
- Szugyba Marini – rendező: Iszaak Smaruk, Viktor Ivcsenko
- The Kidnappers – rendező: Philip Leacock
- The Living Desert – rendező: James Algar
- Todo es posible en Granada – rendező: Carlos Blanco, José Luis Sáenz de Heredia
- Velikij voin Albanyii Szkanderbeg – rendező: Szergej Jutkevics

## Rövidfilmek versenye
- Akvárium – rendező: Kollányi Ágoston
- Apollon et Daphné – rendező: A. Meritzis
- Apteodytes forsteri – rendező: Mario Marret
- Christophe Plantin, imprimeur des humanistes du XVIème siècle – rendező: Gaston Vermaillen
- De opsporing van Aardolie – rendező: Bert Haanstra
- Den lille pige med svovlstikkerne – rendező: Johan Jacobsen
- Der Dom zu Köln – rendező: Dr. Ulrich Kayser
- Det gjelder livet – rendező: Titus Vibe Muller
- El Greco y su obra maestra – rendező: Juan Serra Oller
- El solitario de Sayan – rendező: Enrico Gras
- Er is altijd een tockomst – rendező: Kees Stip
- Exploratieboren – rendező: Bert Haanstra
- Feminine Fashions – rendező: N. Bhavnani
- Highlands of Iceland – rendező: Magnus Johannsson
- Hokuszai – rendező: Tesigahara Hirosi
- Il fiume della vita – rendező: Enrico Castelli Gattinara
- Jaktflygare – rendező: Helge Sahlin
- Jyske kyst – rendező: Soren Melson
- Kék vércsék erdejében – rendező: Homoki Nagy István
- Kozioleczek – rendező: L. Marszalek
- Kutna Hora – rendező: Fr. Lukas
- La vie des chamois – rendező: Paul Claudon, Pierre Levent, A. Villard, A. Bureau, P. Dalli
- Land of Enlightment – rendező: Mohan Wadhwani
- Le mystère de la licorne – rendező: Jean-Claude See, Arcady
- Limuère – rendező: Paul Paviot
- L'Ombre de Saint-Michel – rendező: Jean Pichonnier, Paul Pichonnier
- Miniatury kodesku behema – rendező: Stanislaw Lenartowicz
- Music of India – rendező: N. Bhavnani
- Nouveaux horizons – rendező: Marcel Ichac
- Nytt land under svillene – rendező: Per Opsahl
- O kohoutkovi a Slepice – rendező: Zdenek Miler
- O Sklenicku vic – rendező: Bretislav Pojar
- Pik droujby – rendező: I. Goutman
- Plastik im Freien – rendező: Adalbert Baltes
- Polet na Lunou – rendező: Vladimír Brumberg, Zinaida Brumberg
- Promenade au Luxembourg – rendező: Philippe Schneider
- René Leriche chirurgien de la douleur – rendező: René Lucot
- River of Hope – rendező: N. Bhavnani
- Ruban noir – rendező: Henry Jacques
- Stare miasto – rendező: Jerzy Bossak
- Stern von Bethlehem – rendező: Dr. Wilhelm Döderlein
- The Blakes Slept Here – rendező: Jacques Brunius
- The Owl And The Pussy Cat – rendező: John Halas
- The Pleasure Gerden – rendező: James Broughton
- Toot Whistle Plunk and Boom[6]– rendező: Ward Kimball és Charles A. Nichols
- Una giccia d'acqua – rendező: Enzo Trovasvilli
- Uspavana ljepotica – rendező: Rudlof Sremec
- Vieren maar – rendező: Herman van der Horst
- Virágos Kalocsa – rendező: Lakatos Vince
- Vita della libellula – rendező: Alberto Ancillotto
- Wild Life Sanctuary – rendező: D. D. Reucassel

## Díjak

### Nagyjátékfilmek
- Nagydíj: Dzsigokumon (A pokol kapuja)[5] – rendező: Kinugasza Teinoszuke
- A zsűri különdíja: Monsieur Ripois (Monsieur Ripois) – rendező: René Clément
- Nemzetközi díj:
  - Die Letzte Brücke (Utolsó híd) – rendező: Helmut Käutner
  - The Living Desert – rendező: James Algar
  - Avant le déluge (Özönvíz előtt) – rendező: André Cayatte
  - Do Bigha Zamin (Két hektár föld) – rendező: Bimal Roy
  - Carosello napoletano – rendező: Ettore Giannini
  - Cronache di poveri amanti (Szegény szerelmesek krónikája) – rendező: Carlo Lizzani
  - Piatka z ulicy Barskiej – rendező: Aleksander Ford
  - Det stora äventyret – rendező: Arne Sucksdorff
  - Velikij voin Albanyii Szkanderbeg – rendező: Szergej Jutkevics
- Technikai nagydíj:
  - Det stora äventyret – rendező: Arne Sucksdorff
  - Velikij voin Albanyii Szkanderbeg – rendező: Szergej Jutkevics
- OCIC-díj: Die Letzte Brücke (Utolsó híd) – rendező: Helmut Käutner

### Rövidfilmek
- Legjobb szórakoztató film díja: Toot Whistle Plunk and Boom[6] – rendező: Ward Kimball és Charles A. Nichols
- Legjobb bábfilm díja: O Sklenicku vic – rendező: Bretislav Pojar
- Legjobb valóságfilm díja… Stare miasto – rendező: Jerzy Bossak
- Legjobb költői fantáziájú film díja: The Pleasure Gerden – rendező: James Broughton
- Legjobb természetfilm díja: Apteodytes forsteri – rendező: Mario Marret
- Technikai nagydíj:
  - Akvárium[1] – rendező: Kollányi Ágoston
  - Nouveaux horizons – rendező: Marcel Ichac
  - Toot Whistle Plunk and Boom – rendező: Ward Kimball és Charles A. Nichols